# 詹姆斯·贝维斯
詹姆斯·贝维斯（英語：James Bevis，1976年8月8日—），英国男子射击运动员。他曾代表英国参加2008年、2012年、2016年和2020年夏季残疾人奥林匹克运动会射击比赛，其中2012年夏季残奥会获得一枚铜牌。